# إقليم منطقة نصف الكرة الغربي للمرشدات

الدول الأعضاء في منطقة نصف الكرة الجمعية العالمية للغرب، لاحظ العديد من جزر المحيط الهادئ وترتبط السلاسل إلى منطقة نصف الكرة الجمعية العالمية للغرب من خلال علاقات سياسية البر الرئيسى

في منطقة نصف الكرة توجد الجمعية العالمية للغرب وهي المكتب الشعبي للجمعية العالمية للمرشدات وفتيات الكشافة والخدمات  التوجيهية والكشافية في أمريكا الشمالية والجنوبية.
هذه المنطقة هي النظير من الإقليم الكشفي في الأمريكيتين التابع للمنظمة العالمية للحركة الكشفية.